# Longitarsus callicarpae
Longitarsus callicarpae es una especie de insecto coleóptero de la familia Chrysomelidae. Fue descrita científicamente en 1986 por Gruev.